# Kenwood (Chicago)
Pour les articles homonymes, voir Kenwood.

Situation de Kenwood dans la ville de Chicago

Kenwood est l'un des 77 secteurs communautaires de la ville de Chicago aux États-Unis. Le président américain Barack Obama y possède une maison datant de 1910. Le secteur comprend le quartier de Indian Village, l'un des quartiers indiens de Chicago. La maison du chef religieux suprémaciste noir Louis Farrakhan, dirigeant de la Nation of Islam, se trouve également à Kenwood.